# Fram över våg som brusar
Fram över våg som brusar är en sång från 1927 med text och musik av David Wickberg.

## Publicerad i
- Frälsningsarméns sångbok 1929 som nr 246 under rubriken "Jubel, erfarenhet och vittnesbörd".
- Musik till Frälsningsarméns sångbok 1930 som nr 246.
- Frälsningsarméns sångbok 1968 som nr 277 under rubriken "Det Kristna Livet - Jubel och tacksägelse".
- Frälsningsarméns sångbok 1990 som nr 681 under rubriken "Framtiden och hoppet".